# Nakhitchevan (ville)
Pour la république autonome d'Azerbaïdjan, voir Nakhitchevan.
Nakhitchevan (en azéri Naxçıvan ; pour les Grecs et les Romains : Naxuana ; en arménien Նախիջևան) est la principale ville et capitale de la République autonome du Nakhitchevan, en Azerbaïdjan. L'économie de la ville repose sur l'artisanat et le modisme.
Nakhitchevan est située à 450 km à l'ouest de Bakou. La municipalité de Nakhitchevan comprend la ville de Nakhitchevan, la colonie d’Abadliabad et les villages de Bachbachi, Boulgan, Hadjiniyyat, Garatchoug, Garakhanbayli, Toumboul, Garaghalig et Dachduz. Elle est répartie sur les contreforts des monts Zanguezour, sur la rive droite de la rivière Nakhitchevan, à une altitude de 873 m ,.
Depuis le 9 juin 2009, par décret du président de la République d'Azerbaïdjan, les villages Boulgan, Garatchoug, Garakhanbeyli, Tumbul et Hadjiniyyat du rayon de Babek font partie de l'unité territoriale administrative de la ville de Nakhitchevan.

## Géographie
La ville est répartie sur les contreforts de la chaîne de Zanguezour, sur la rive droite de la rivière Nakhitchevan, à une altitude de près de 1 000 m.
Les inondations et l'érosion du sol ont augmenté en raison de la diminution du couvert forestier le long des rives. En conséquence, des projets de reboisement sont mis en œuvre dans la ville pour encourager la plantation d'arbres.

### Climat
Nakhitchevan a un climat continental semi-aride avec des hivers neigeux courts mais froids et des étés longs, secs et très chauds.

## Histoire
Selon une tradition locale, Nakhitchevan a été fondée par Noé après le déluge et c'est là qu'il est mort et qu'il a été enseveli. Selon Saint Moïse de Khorène, le roi d'Arménie Tigranes Ier a installé des prisonniers de guerre mèdes à Nakhitchevan au IIe siècle av. J.-C. Nakhitchevan est mentionnée pour la première fois dans la Géographie de Ptolémée sous le nom de Naxouana (grec ancien: Ναξουὰνα). Il la qualifie de ville prospère.
Nakhitchevan a été détruite par le Shahansha Shapur II en 363, et sa population arménienne et juive déportée en Iran. L'empereur Héraclius, en route vers Atropaène, passa par la ville en 623, pendant la guerre byzantino-sassanide de 602-628.
Le siège arabe de Nakhitchevan en 650 a conduit Théodoros Rechtouni à conclure une trêve. Après la rébellion de 703, Muḥammad ibn Marwān fait brûler vifs les nobles rebelles dans les églises de Nakhitchevan et de Goghtn en 705. La ville fut le refuge temporaire de l'Atabeg Nusrat al-Din Abu Bakr après sa défaite à la bataille de Chamkor en 1195 et le Nakhitchevan fut conquis par le royaume de Géorgie en 1197.
En 1225, Nakhitchevan était gouvernée par al-Maleka al-Jalāliya, fille de l'AtabegMuhammad Jahan Pahlavan (en). Les marchands génois étaient connus pour commercer dans la ville en 1280. La ville fut conquise par Tamerlan en 1401, mais fut reprise par le roi George VII de Géorgie en 1405.
Nakhitchevan a été conquise par le shan Ismaïl Ier en 1503. Le shah Abbas Ier de Perse a repris Nakhitchevan à l'empire ottoman en 1603-1604.
Nakhitchevan fut annexée à l'Empire russe en 1828 par le traité de Turkmanchai. En 1849, la ville devint le centre du comté de Nakhitchevan dans le gouvernement d'Erevan. En 1896, Nakhitchevan comptait 7 433 habitants, dont environ deux tiers de musulmans azéris et un tiers de chrétiens arméniens. Après la Révolution de février 1917, un soviet se forma à Nakhitchevan, mais la ville fut sous le contrôle du comité spécial transcaucasien de mars à novembre 1917, auquel succéda, entre novembre 1917 et mars 1918, un commissariat transcaucasien.
La Turquie occupa Nakhitchevan entre juin et novembre 1918, après quoi la ville passa sous contrôle de l'armée britannique en janvier 1919, avec la nomination d'un gouverneur militaire pour administrer la ville. Le 6 avril 1919, décision fut prise que Nakhitchevan reviendrait à l’Arménie, et l'annexion à ce pays devint effective le 6 juin 1919. Ce changement fut avalisé par la Grande-Bretagne, la France, l’Italie et les États-Unis le 25 octobre 1919. Il fut convenu que le colonel Edmond D. Daily, général-gouverneur de Nakhitchevan, organiserait des élections, et que l'Arménie et l'Azerbaïdjan retireraient leurs forces du territoire. Cependant, en mars 1920, les forces turques dirigées par Kazim Karabekir occupaient Nakhitchevan.
La Russie soviétique prit le contrôle de Nakhitchevan le 28 juillet 1920, et la ville devint partie intégrante de la nouvelle République socialiste soviétique autonome du Nakhitchevan. Par le traité de Moscou du 16 mars 1921 ainsi que le traité de Kars du 21 octobre 1921 entre la Russie et la Turquie, il fut convenu que Nakhitchevan serait un territoire autonome sous la protection de l’Azerbaïdjan, et on délimita aussi ses frontières avec la Turquie. En février 1923, la ville fut intégrée au territoire autonome du Nakhitchevan, au sein de la République socialiste soviétique d'Azerbaïdjan (RSSA). En mars 1924, elle devint la capitale de la République socialiste soviétique autonome du Nakhitchevan, membre de la RSSA,.

## Culture
La ville présente un large éventail d'activités et d'équipements culturels, ainsi que de musées. Le Palais Heydar Aliyev abrite une exposition permanente de peinture locale et une salle de théâtre pour 1000 personnes, et une salle d'opéra soviétique récemment restaurée où le théâtre dramatique musical de l'État de Nakhitchevan des pièces de théâtre, des concerts, des comédies musicales et des opéras. La plupart des sites culturels de la ville devraient être célébrés en 2018, lorsque le Nakhitchevan fut désigné capitale culturelle islamique,.

### Cuisine
La cuisine de Nakhitchevan comprend du « chirin plov » (mouton et riz sucré en sauce, accompagné de noisettes, d'amandes et de fruits secs), du dastana, du komba, du tendach, du galin, etc.

### Architecture
La ville abrite de nombreux mausolées: les mausolée de Mominé Khatun, du Gulustan, de Noé, ou encore le mausolée Garabaghlar, le mausolée Yusif ibn Kuseyir, le mausolée de l'Imamzadeh et celui d'Huseyn Djavid.
La principale attraction de la ville est le mausolée de Mominé Khatun du XIIe siècle, restauré, également appelé « Atabek Gumbezi ». Mominé Khatun était l'épouse d'Eldegizid Atabek Jahan Pahlivan, dirigeant de l'émirat Atabek Eldegiz. Le monument décagonal est décoré de motifs géométriques complexes et de calligraphies en coufique. Il utilise des briques émaillées turquoise. Il partage le quartier avec une statue de son architecte — Ajami ibn Abubakr Nakhchivani — et un buste de Heydar Aliyev. Également du XIIe siècle et dû au même architecte, on trouve la tombe octogonale de Yusif Ibn Kuseir, connue sous le nom d'Atababa, à moitié abandonnée, près du cimetière principal.
En 1993, le mausolée de marbre blanc d'Huseyn Djavid est construit près du musée qui lui est consacré. L'ensemble est situé à l’est du théâtre.
Les mausolées de Nakhitchevan ont été inscrits pour inscription éventuelle sur la liste des sites du patrimoine mondial, l'UNESCO en 1998 par Gulnara Mehmandarova, présidente du Comité azerbaïdjanais de l'ICOMOS-Conseil international des monuments et des sites.

### Médias
Les chaînes régionales « Naxçıvan TV » et « Kanal 35 » et le journal « Şərq qapısı » ont leur siège dans la ville.

### Sports
« Araz Naxçıvan » est l'un des meilleurs clubs de futsal de la scène du futsal européen; il participe régulièrement à la Coupe de futsal de l'UEFA.
Nakhitchevan avait une équipe de football professionnel, « Araz-Naxçıvan », qui participait au championnat d'Azerbaïdjan de football.
En 2014, la ville a organisé la Coupe du monde d'haltérophilie Masters.

## Éducation
Il y a 3 écoles professionnelles, 6 écoles musicales, 22 écoles secondaires et une école de cadets militaires à Nakhitchevan, administrée par le conseil municipal.

### Universités et collèges
Nakhitchevan abrite de nombreuses universités:
- Université d'Etat de Nakhitchevan
- Université privée de Nakhitchevan
- Institut des enseignants de Nakhitchevan[1]

## Économie
Traditionnellement, Nakhitchevan était une ville de commerce, d’artisanat, de fabrication de chaussures et de chapeaux. Ces industries ont été largement remplacées. Les entreprises de restauration et l'industrie du développement, la libéralisation du commerce extérieur et l'extension de l'infrastructure douanière, qui a largement contribué à la croissance de la ville au cours des deux dernières décennies, constituent désormais des parties importantes de l'économie de Nakhitchevan.

## Transport

### Transports publics
Le système de trolleybus de Nakhitchevan se composait de trois lignes à son apogée et existait jusqu'en 2004.

### Transport ferroviaire
En 2007, un nouveau pont sur le fleuve Aras a été ouvert à l’Iran. Depuis 2013, une ligne de chemin de fer turque relie indirectement Nakhitchevan à Bakou.
Actuellement, la ligne de train léger fonctionne de Nakhitchevan à Ordubad au-delà de Charur.

### Transport aérien
L'aéroport de Nakhitchevan est le seul aéroport commercial desservant Nakhitchevan. Il est relié par bus au centre-ville et reçoit des vols intérieurs vers Bakou ainsi que des vols internationaux vers la Russie et la Turquie.

## Personnes célèbres
- Garéguine Njdeh
- Heydar Aliyev
- Amiraslan Aliyev
- Djalal Aliyev
- Djamchid Amirov
- Akop Davtyan
- Bahruz Kangarli
- Nariman Mammadov (1927-2015), compositeur azerbaïdjanais.
- Ajami Nakhitchevani
- Hinduchah Nakhitchevani
- Mahammad Nakhitchevani
- Ahmad Nakhitchevani
- Najmaddin Nakhitchevani
- Nematullah Nakhitchevani
- Ruben Orbeli
- Hamid Qasimbayov
- Cheikh Mahammad Rasizada
- Husseyn Javid Rasizada
- Alirza Rasizada
- Chamil Rasizada
- Ali Rasizada
- Eldar Salayev (1933-2022), physicien
- Abbas Seyidov
- Elchan Valiyev
- Azer Zeynalov

## Galerie

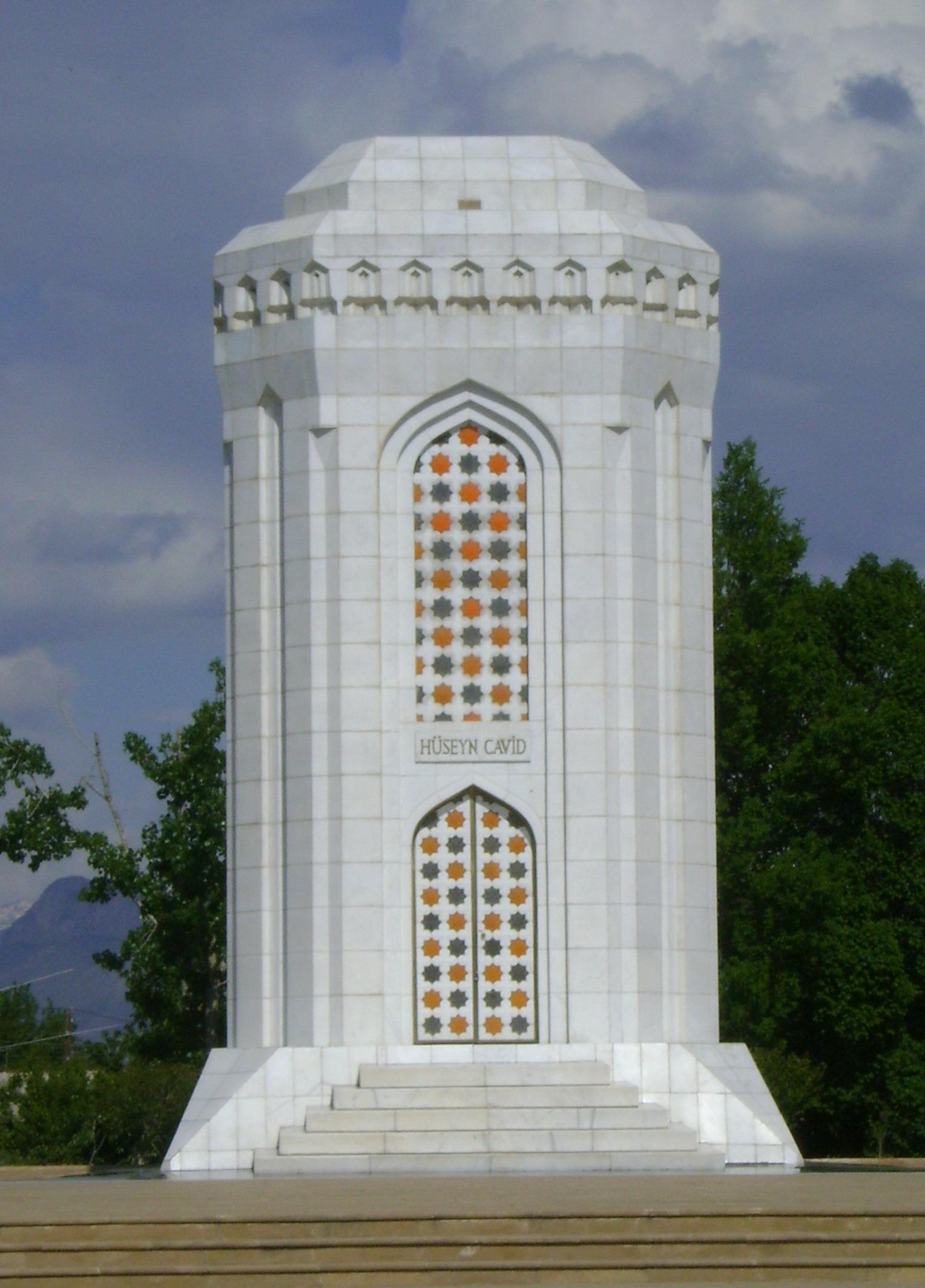
Mausolée d'Huseyn Djavid.
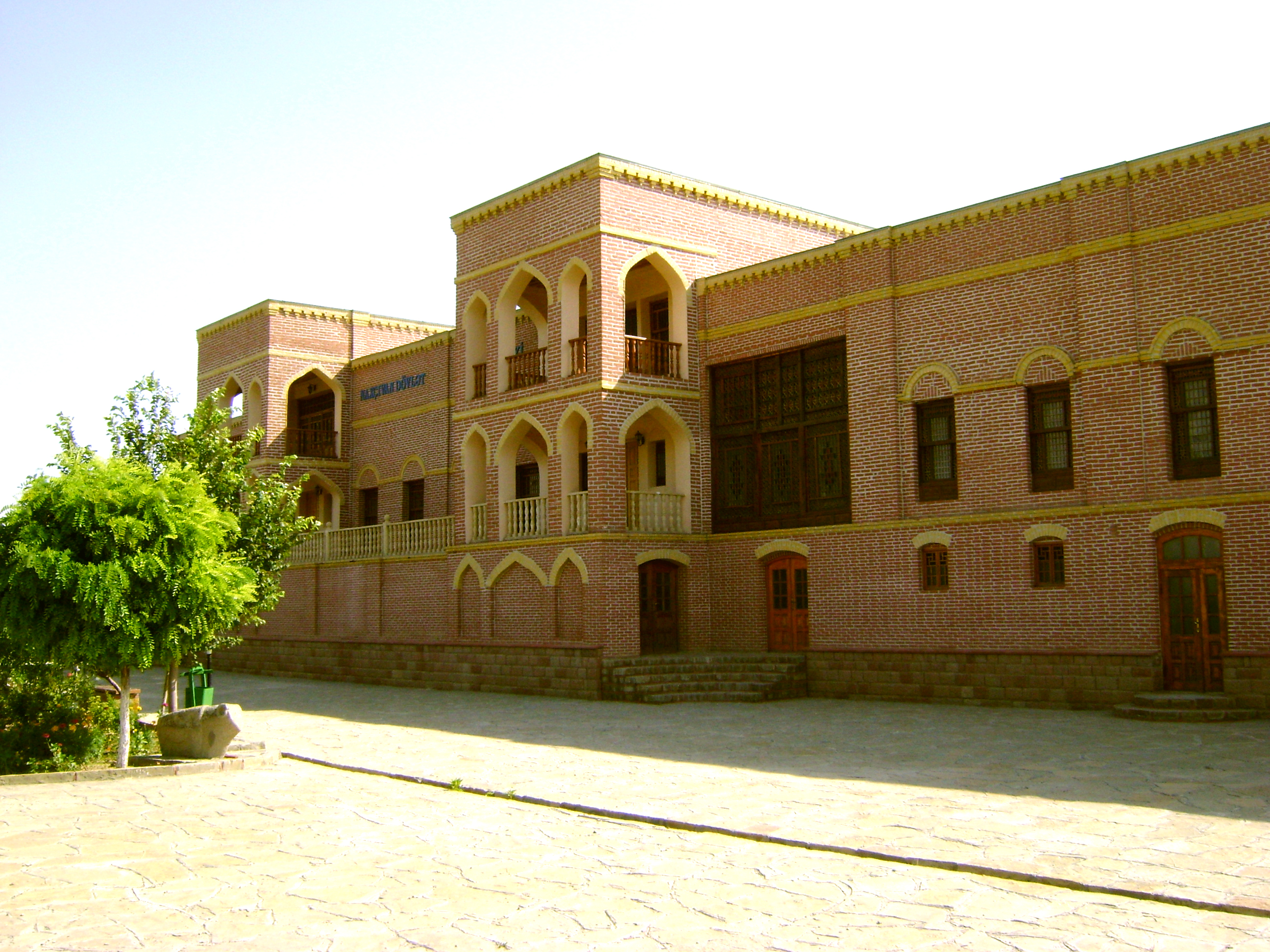
Palais Khan de Nakhitchevan.
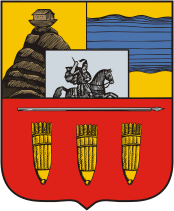
Blason de la ville sous l'Empire russe.
L'aéroport de Nakhitchevan.